# داميان كيلي
داميان كيلي (بالإنجليزية: Damien Kelly)‏ (27 سبتمبر 1958 بدبلن في جمهورية أيرلندا - ) هو لاعب كرة قدم أيرلندي في مركز الهجوم. لعب مع Memphis Storm ‏ وDallas Americans ‏ وDallas Sidekicks (1984–2004) ‏.